# Doirí Beaga
Doirí Beaga (en anglès Derrybeg) és una vila d'Irlanda al comtat de Donegal, a la província de l'Ulster. Es troba a la Gaeltacht de Gaoth Dobhair. S'hi troben els estudis regionals de RTÉ Raidió na Gaeltachta.

## Història
Durant la Guerra de la Terra de 1880, el poble de Doirí Beaga era dirigit pel pare James McFadden (Séamus Mac Pháidín), que va instar els seus feligresos a donar suport a la Land League i el seu Pla de Campanya. Després d'una sèrie de sermons anti propietaris, el Magistrat Resident va ordenar l'arrest de McFadden.
El diumenge 3 de febrer de 1889, l'inspector de la Royal Irish Constabulary William Limbrick Martin (localment conegut com a An Mháirtínigh) va arribar a l'església de Derrybeg Teach Phobail Mhuire amb la intenció d'arrestar el pare McFadden immediatament després de la missa. Quan el McFadden va sortir de l'església, encara era vestit de missa i s'emporta l'eucaristia al Copó. En veure el pare McFadden, l'inspector Martin va treure la seva espasa i la va brandar contra el sacerdot.
Horroritzats, els feligresos van clamar que l'inspector Martin estava atacant el sacerdot amb una espasa i van atacar el policia. L'inspector Martin fou severament colpejat i va morir a l'acte.
El pare McFadden i els seus feligresos van ser detinguts i jutjats per assassinat en primer grau. Els fiscals de la corona van concedir un canvi de lloc per poder incloure protestants entre el jurat.
En les seves memòries de 1928, Tim Healy, defensor de McFadden i els seus feligresos, va descriure la seva tàctica de defensa. Healy va recordar a la cort que, de conformitat amb el dret d'Anglaterra, es castigava amb pena de mort el qui colpeja un jutge vestit amb el vestit de funció. Va explicar que, per als catòlics de Donegal, era encara més greu assaltar un sacerdot vestit de missa. En resposta a les declaracions de Healy, els fiscals de la Corona van oferir un compromís, que va salvar tots els acusats de la pena de mort. McFadden va ser condemnat al temps complert i els seus feligresos van rebre penes de presó de diversa durada.
L'inspector William Martin fou enterrat en el cementiri de l'Església d'Irlanda a Ballyshannon, amb l'epitafi següent: «ha estat cruelment assassinat mentre complia noblement el seu deure a Derrybeg».